# Marcin Jędrzejewski (harcerz)
Marcin Jędrzejewski (ur. 9 maja 1967 w Warszawie) – harcmistrz, w latach 1993–1997 Naczelnik Harcerzy ZHR, od 23 kwietnia 2006 r. do 11 marca 2008 r. przewodniczący ZHR, działacz samorządowy, przedsiębiorca.
Dawniej współwłaściciel firmy poligraficznej, współtwórca i były prezes Stowarzyszenia Sąsiedzkiego Stara Miłosna, były wydawca i redaktor naczelny gazety lokalnej „Wiadomości Sąsiedzkie”, założyciel koła Polskiego Towarzystwa Turystyczno-Krajoznawczego w Wesołej. Obecnie przedsiębiorca branży deweloperskiej.
W latach 1998–2002 radny powiatu mińskiego, zaś od 2002 roku radny Dzielnicy Wesoła m.st. Warszawy i jej przewodniczący w latach 2004–2007 oraz kadencji 2010–2014 i 2018-2023

## Działalność harcerska
W harcerstwie od września 1978 roku, kiedy to został harcerzem w 22 Warszawskiej Drużynie Harcerzy „Płowce”. Przyrzeczenie harcerskie według roty z 1936 roku złożył 1 sierpnia 1979. W latach 1981–1984 zastępowy zastępu „Matecznik”, a następnie do roku 1989 drużynowy 22 Warszawskiej Drużyny Harcerzy „Matecznik”.
Od 1988 do 1990 roku szczepowy 22 Szczepu „Watra” oraz namiestnik drużyn harcerzy w hufcu Hufiec ZHP Warszawa Praga-Południe. Inicjator przejścia środowisk hufca ZHP Praga Południe do ZHP-1918. W latach 1990–1992 komendant Mazowieckiej Chorągwi Harcerzy ZHP-1918, a po zjednoczeniu ZHR. Od 1993 do 1997 roku pełnił funkcję Naczelnika Harcerzy ZHR, a następnie, przez kolejne dwa lata, skarbnika ZHR. W tym samym okresie komendant dwóch kolejnych edycji kursów podharcmistrzowskich „Płomienie” oraz członek kapituły Harcerza Rzeczypospolitej Mazowieckiej Chorągwi Harcerzy ZHR.
Po okresie działalności w najwyższych władzach Związku, skupił się na animowaniu rozwoju rodzimego środowiska. W latach 1998–2002 założyciel i opiekun 44 Mazowieckiej Drużyny Harcerzy, a w okresie 2002–2004 przewodniczący kapituły Harcerza Orlego Hufca Wawer.
W 2004 roku ponownie podjął służbę na poziomie Komendy Chorągwi, obejmując funkcję komendanta Mazowieckiej Szkoły Instruktorów.
Od 23 kwietnia 2006 r. do 11 marca 2008 r. przewodniczący ZHR. 11 marca 2008 roku z powodów osobistych złożył rezygnację z funkcji przewodniczącego Związku Harcerstwa Rzeczypospolitej.

## Życie prywatne
Mąż Katarzyny Szaszkiewicz, ojciec dwóch synów: Maurycego (ur. 2002) i Makarego (ur. 2007) oraz córki Malwiny (ur. 2011).